# Narcissus perezlarae
Narcissus perezlarae är en amaryllisväxtart som beskrevs av Font Quer. Narcissus perezlarae ingår i släktet narcisser, och familjen amaryllisväxter. Inga underarter finns listade i Catalogue of Life.